# Spinoserolis latifrons
Spinoserolis latifrons là một loài chân đều trong họ Serolidae. Loài này được White miêu tả khoa học năm 1847.